# 拉丰府邸

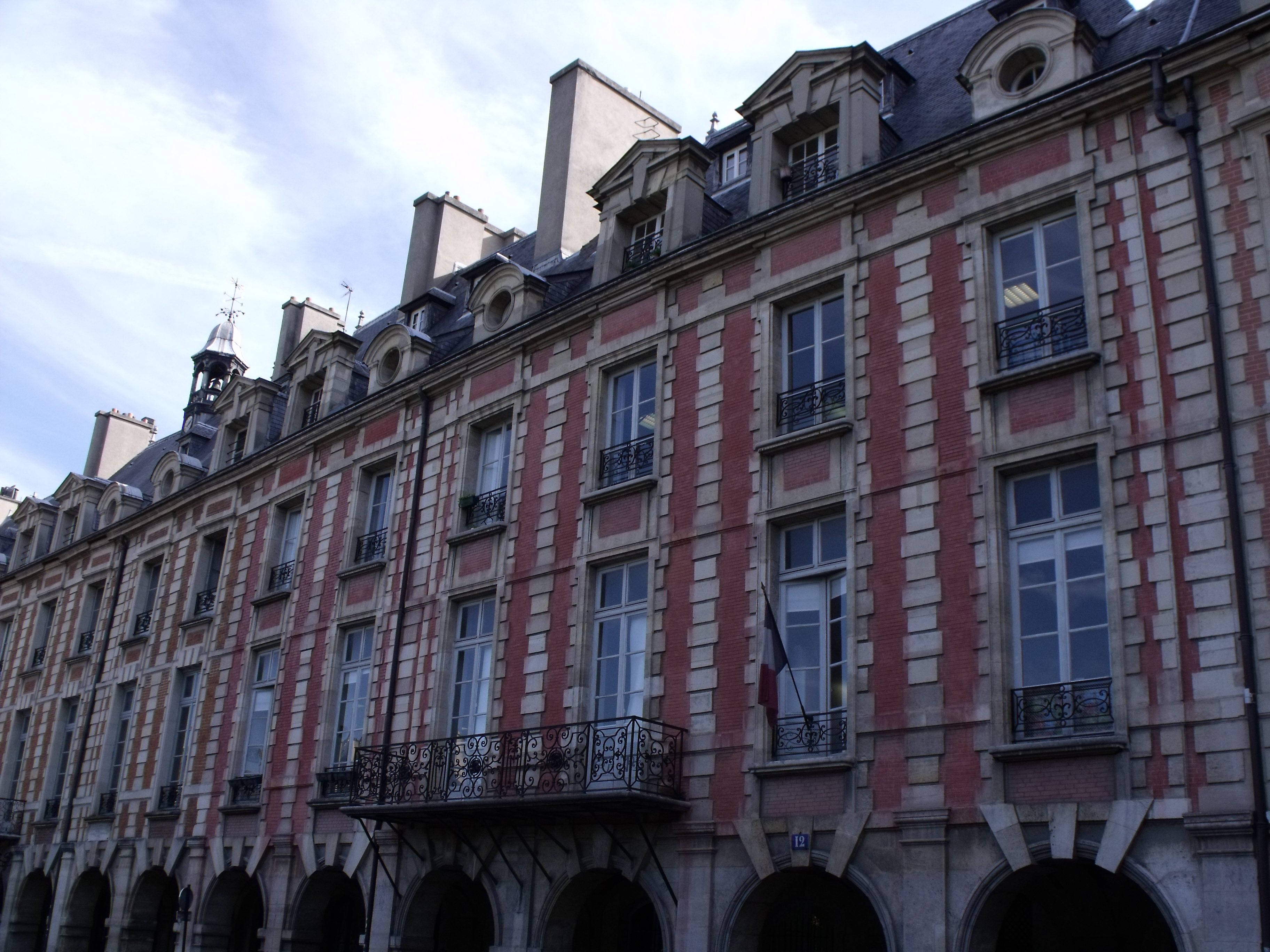

拉丰府邸（Hôtel Lafont）是一座17世纪法式府邸，位于巴黎第四区的孚日广场12号。它坐落于孚日广场的东侧，介于10号沙蒂永府邸（Hôtel de Châtillon）与14号里博府邸（Hôtel de Ribault）之间。
拉丰府邸建于1605年。
1954年，该建筑列为法国历史遗迹。.